# Шелюто Микола Андрійович
Мико́ла Андрі́йович Шелю́то (* 9 (22) лютого 1906, село Глуховка, нині Гомельської області України — † 6 лютого 1984, Одеса) — український живописець-пейзажист. Заслужений діяч мистецтв УРСР (1958).
Засновник династії: «Шелюто, Литвиненко, Кабаченко, Валюк».

## Біографія
До 1920 року навчався у Одеськрму реальному училищі Святого Павла. 1925 року вступив до Одеського художнього інституту. 1931 року закінчив його. Учень Павла Волокидіна.
Від 1936 року брав участь у виставках. У 1937—1967 роках викладав живопис і малюнок в Одеському художньому училищі. 1938 року став членом Спілки художників СРСР.
Учасник Оборони Одеси та Другої Світової війни. Воював у закавказзі.  
2006 року Одеський художній музей показав ювілейну ретроспективну виставку творів відомого українського майстра пейзажу, присвячену 100-річчю від дня його народження. У кількох залах були представлені роботи з зібрань київських музеїв, приватних колекцій та Одеського художнього музею.Допомогли організувати виставку дочки Тамара Миколаївна Литвиненко, Людмила Миколаївна Харитонова, син Олександр Миколайович Шелюто, онуки художника. Його зятем став Володимир Миколайович Литвиненко, один з його учнів.

## Твори
- «Сільський двір» (1937).
- «Город із капустою» (1937).
- «Полудень» (1947).
- «Молотьба» (1947).
- «Берег моря» (1948).
- «Збирання абрикосів» (1949).
- «Готування до сівби» (1949).
- «Крим. Вид на Аюдаг» (1951).
- «Ранок на березі» (1953).
- «Колгоспна весна» (1955).
- «На виноградниках» (1963).
- «Біля річки» (1970).
- «Село» (1979).
- «Море» (1983).

У творах Шелюто виразно видно вплив російського реалістичного мистецтва та мистецтва імпресіоністів 19 — початку 20 століть. Попри позірну «неефектність» мотивів, тем його пейзажів, для них характерна розмаїта гама колірних нюансів, складні тонові співвідношення, тонкі тональні сполучення.
1936 року художник створює краєвид «Березовий гай» — твір сповнений ніжної чарівності, ліричності. На тлі неяскравої зелені чисто і принадно виписані тонкі стовбури берізок, що, здається, ледь похитуються від вітерця. Співвідношення насичених та приглушених кольорів надає краєвиду поетичної тональності.
«Хаджибейський лиман» (1937) засвідчив новий етап розвитку митця. Пастельність кольорової гами, уміле поєднання синьо-сірого й білого кольорів передають і рух повітря, і солоний запах води. Невеличкі будиночки створюють додаткову насиченість краєвиду. У повоєнні роки, зазначає Ігор Шаров, коли мистецтво Шелюто набуло зрілості, в ньому утвердилася риса, що найбільш визначила його притягальну силу — цілісність поетичного сприйняття краси рідного краю. Пейзажі митця картинні, витончені, продумані, а образ природи завжди узагальнений.
Багато робіт художника цінні не тільки як твори мистецтва, але і як історичні пам'ятки свого часу. Це «Готування до сівби» (1949), «Колгоспна весна» (1955), «Гурзуф» (1949) та інші.
У класичних традиціях реалістичного мистецтва виконано «Портрет старого» (1971), в якому глядачів вабить уважний стомлений погляд старечих очей.
У натюрмортах Шелюто яскраві, насичені, соковиті кольори викликають почуття радості.
Художник Віктор Осетенко відзначив у творчості Миколи Шелюто здатність митця показати «глибину простору», те, що «в його роботах багато повітря».
Пейзажі Шелюто зберігаються в музеях Києва («Полудень»), Львова («Молотьба», «Берег моря»), Одеси («Крим. Вид на Аюдаг»), Алушти («Ранок на березі») тощо.
1976 у видавництві «Мистецтво» (Київ) вийшов альбом «Микола Шелюто». 1987 року видано каталог «Микола Шелюто».